# Polyommatus orientalis
Polyommatus orientalis är en fjärilsart som beskrevs av Otto Staudinger. Polyommatus orientalis ingår i släktet Polyommatus och familjen juvelvingar. Inga underarter finns listade i Catalogue of Life.